# Nanaimo-Lantzville (circonscription britanno-colombienne)
Pour les articles homonymes, voir Nanaimo (homonymie).
Circonscription électorale provinciale du Canada
Nanaimo-Lantzville est une circonscription provinciale de la Colombie-Britannique représentée à l'Assemblée législative de la Colombie-Britannique depuis 2024.

## Géographie
En 2024, la circonscription consiste en la partie nord de la ville de Nanaimo, ainsi que le communauté de Lantzville.

## Liste des députés
| Législature                                                                | Années                                                                     | Député                                                                     | Député                                                                     | Parti                                                                      |
| Nanaimo-Lantzville Circonscription issue de Nanaimo et Parksville-Qualicum | Nanaimo-Lantzville Circonscription issue de Nanaimo et Parksville-Qualicum | Nanaimo-Lantzville Circonscription issue de Nanaimo et Parksville-Qualicum | Nanaimo-Lantzville Circonscription issue de Nanaimo et Parksville-Qualicum | Nanaimo-Lantzville Circonscription issue de Nanaimo et Parksville-Qualicum |
| -------------------------------------------------------------------------- | -------------------------------------------------------------------------- | -------------------------------------------------------------------------- | -------------------------------------------------------------------------- | -------------------------------------------------------------------------- |
| 43e                                                                        | 2024–en cours                                                              |                                                                            | George Anderson (en)                                                       | Néo-démocrate                                                              |